# Prionostemma albofasciatum
Prionostemma albofasciatum is een hooiwagen uit de familie Sclerosomatidae.